# بخش پالگهر
بخش پالگهر (به انگلیسی: Palghar district) یک بخش در هند است که در مهاراشترا واقع شده‌است. بخش پالگهر ۵٬۳۴۴ کیلومتر مربع مساحت و ۲٬۹۹۰٬۱۱۶ نفر جمعیت دارد.